# Sissy (Aisne)
Sissy ist eine französische Gemeinde mit 490 Einwohnern (Stand: 1. Januar 2022) im Département Aisne in der Region Hauts-de-France. Sie gehört zum Arrondissement Saint-Quentin, zum Kanton Ribemont und zum Gemeindeverband Val de l’Oise.

## Geografie
Die Gemeinde Sissy liegt zwölf Kilometer südöstlich von Saint-Quentin. Mehrere Arme der Oise sowie der Sambre-Oise-Kanal durchqueren das Dorf. Nachbargemeinden von Sissy sind Regny im Norden, Thenelles im Nordosten, Ribemont im Osten und Südosten, Châtillon-sur-Oise und Mézières-sur-Oise im Südwesten und Westen sowie Itancourt, Neuville-Saint-Amand und Mesnil-Saint-Laurent im Nordwesten.

## Bevölkerungsentwicklung
| Jahr                       | 1962 | 1968 | 1975 | 1982 | 1990 | 1999 | 2006 | 2013 | 2022 |
| Einwohner                  | 607  | 591  | 513  | 510  | 483  | 502  | 495  | 481  | 490  |
| Quellen: Cassini und INSEE |      |      |      |      |      |      |      |      |      |

## Sehenswürdigkeiten
- Kirche Notre-Dame
- Ruine der Chapelle des Dormants, Monument historique seit 1920[1]
- Schleuse Nr. 28 des Sambre-Oise-Kanals bei Sissy

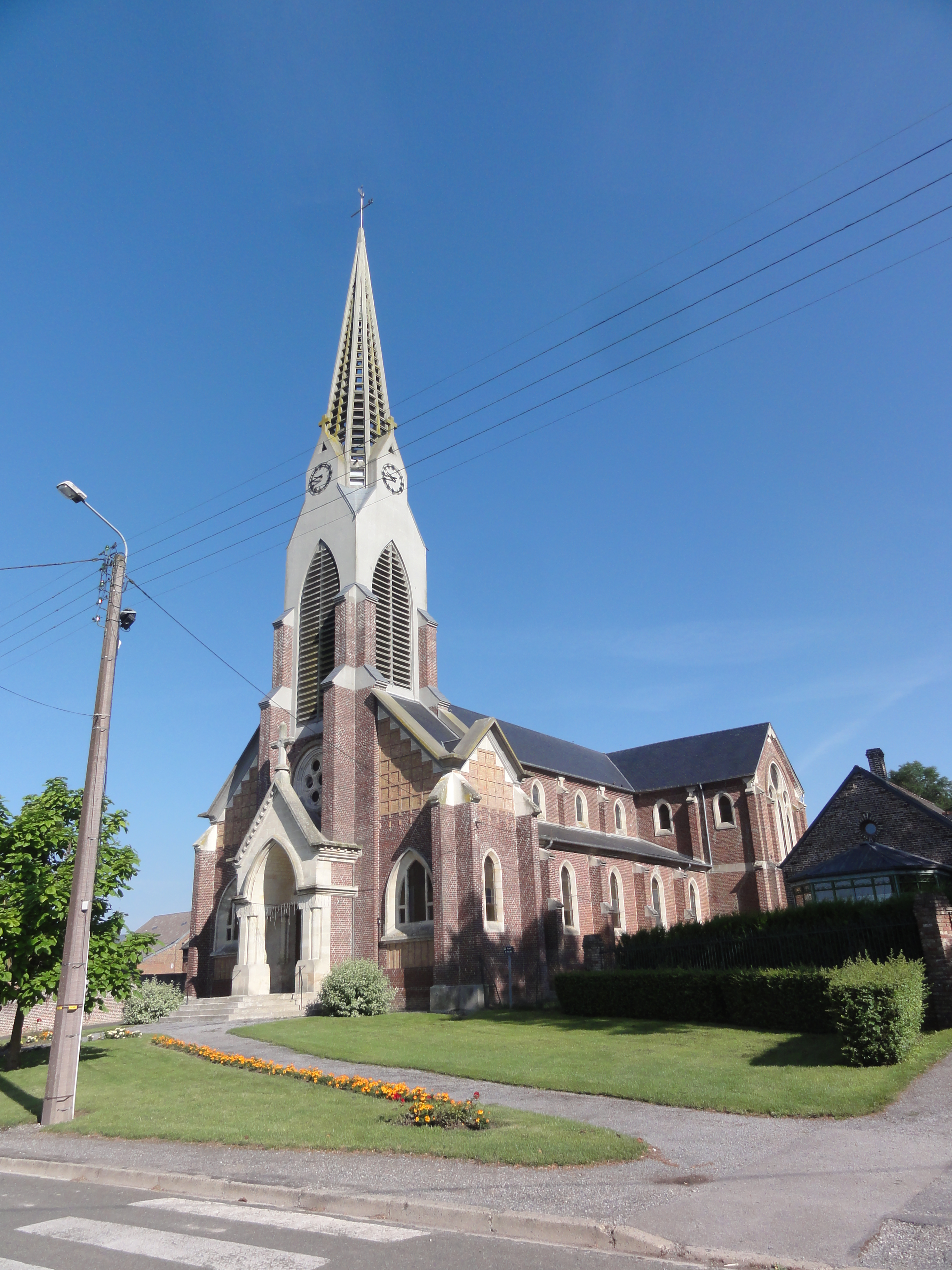
Kirche Notre-Dame
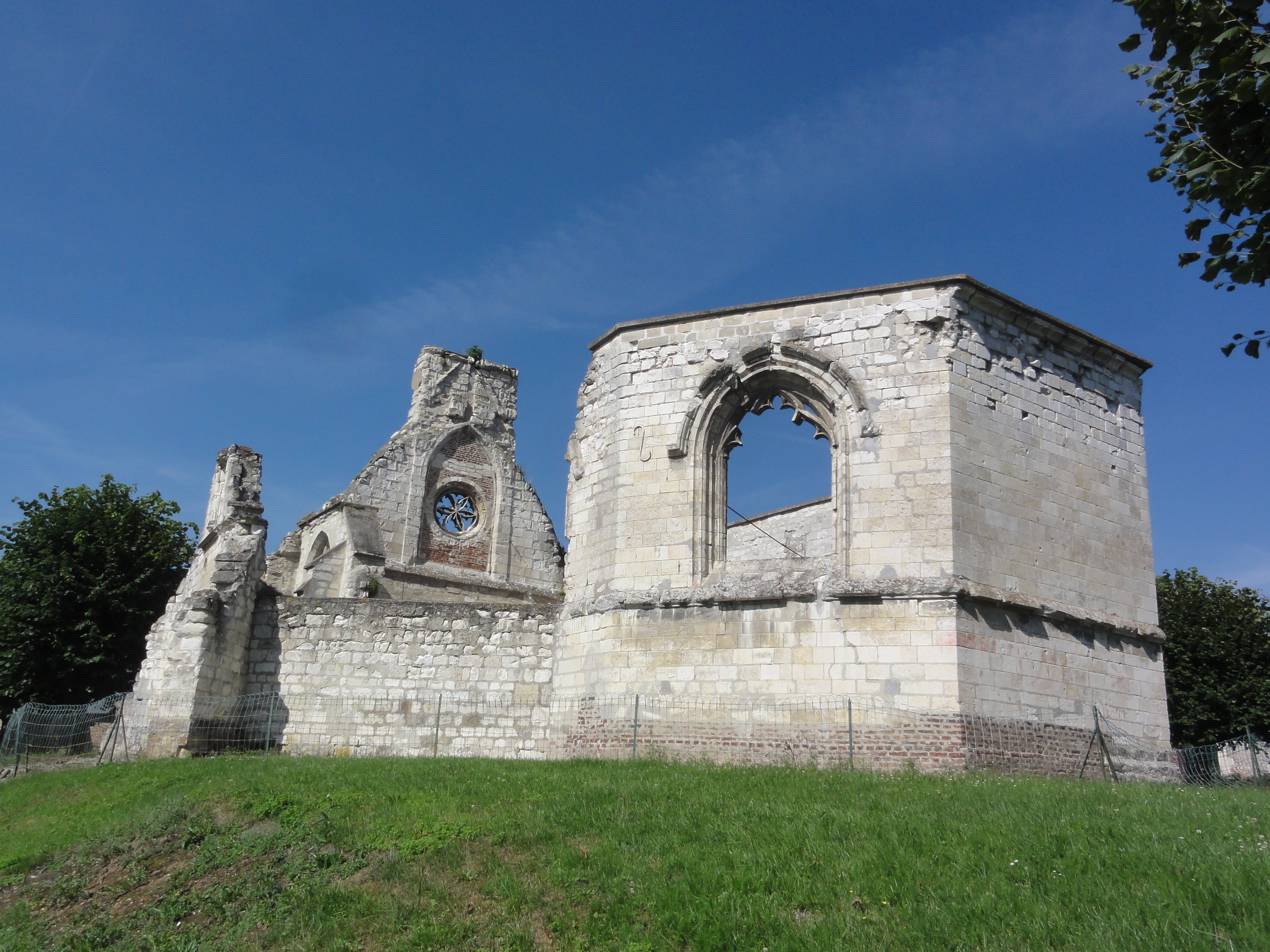
Chapelle des Dormants
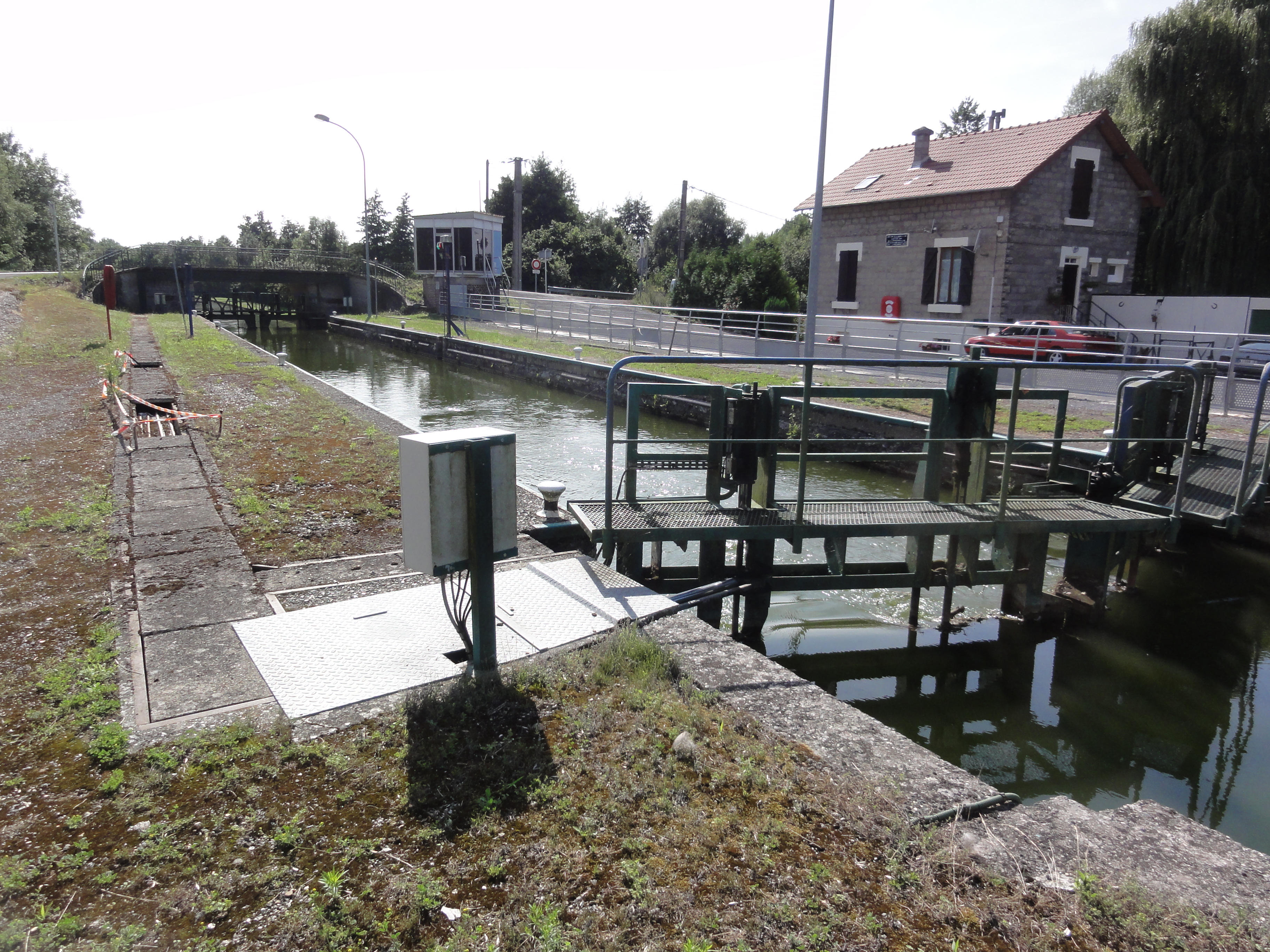
Schleuse Nr. 28 des Sambre-Oise-Kanals bei Sissy
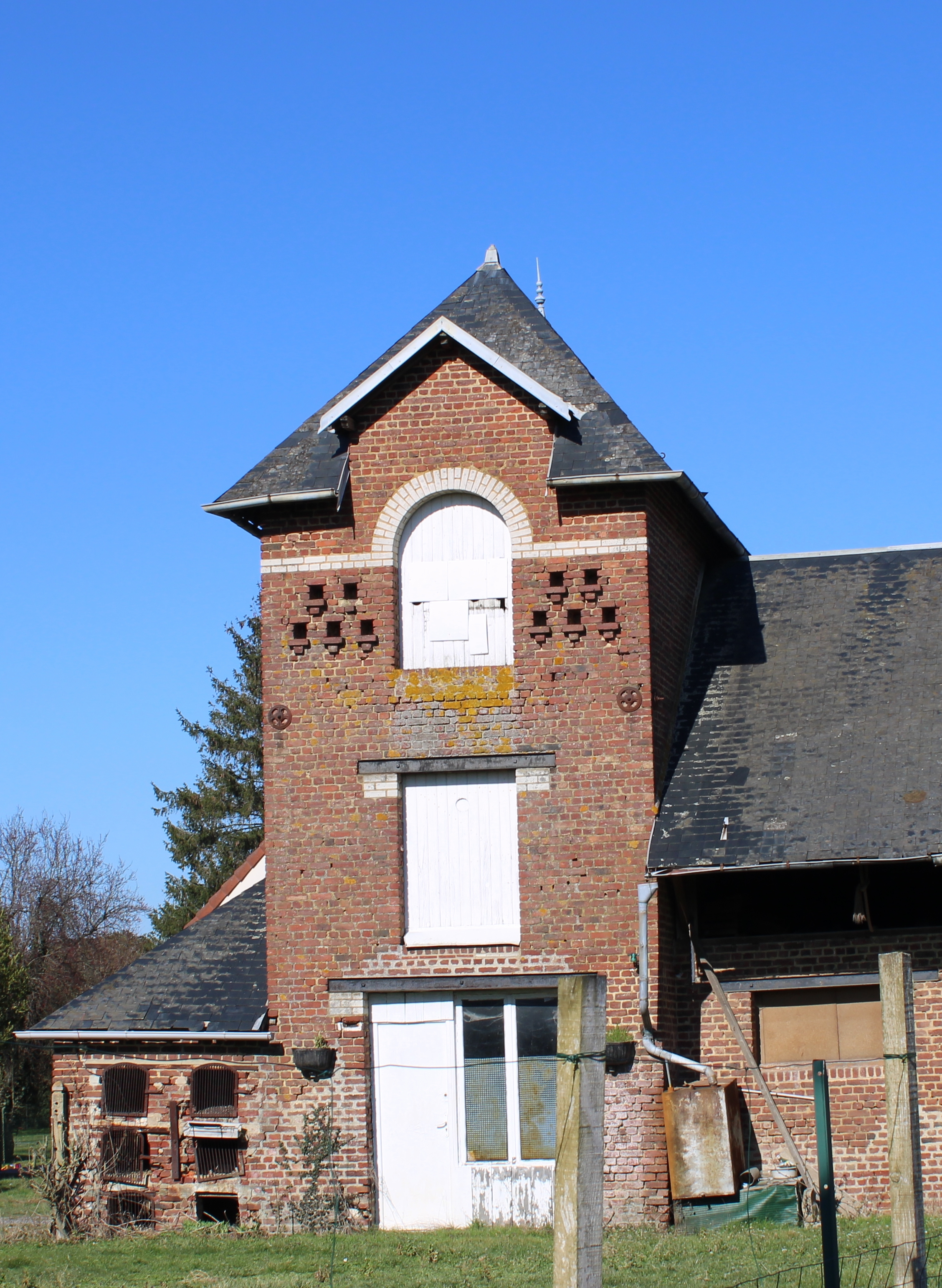
Taubenturm
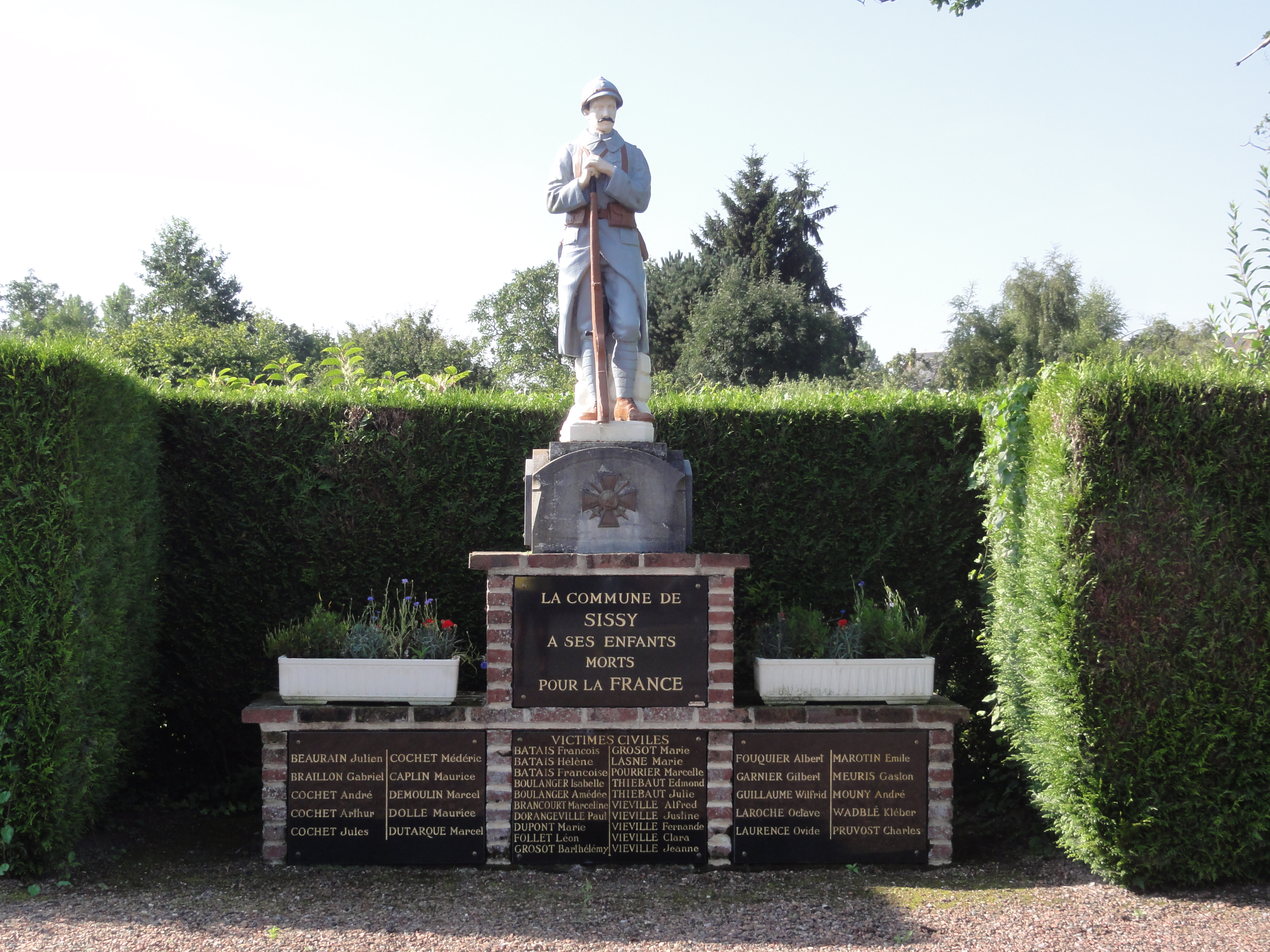
Gefallenendenkmal